# Rhabdopholis costipennis
Rhabdopholis costipennis är en skalbaggsart som beskrevs av Karl Henrik Boheman 1857. Rhabdopholis costipennis ingår i släktet Rhabdopholis och familjen Melolonthidae. Inga underarter finns listade i Catalogue of Life.